# Maria Laqua
Maria Laqua (12 de fevereiro de 1889 – 9 de fevereiro de 2002) foi uma supercentenária alemã que é registrada como a pessoa mais velha que nasceu e morreu na Alemanha.

## Biografia
Maria Laqua nasceu em 12 de fevereiro de 1889 em Reydt-Odenkirchen, Renânia do Norte-Vestfália. Ela trabalhou como empregada doméstica, casou e deu à luz dois filhos na década de 1920. Seu marido Karl Laqua morreu em 1958. Seus dois filhos morreram na Segunda Guerra Mundial.
Laqua tornou-se a pessoa viva mais velha da Alemanha em 29 de março de 1999 após a morte de Wilhelm Schorner. Laqua viveu por 35 anos em uma casa de aposentadoria em Bad Hönningen, Renânia-Palatinado e morreu em seu sono em 9 de fevereiro de 2002, três dias antes do seu 113.º aniversário. Ela só foi sobrevivida por uma sobrinha-neta que a acompanhava regularmente. Foi relatado que Laqua precisava de cuidados, acamados e não acessíveis durante os últimos anos. No entanto, também houve bons dias em que Maria Laqua teve um flash e falou. Durante a visita de um bispo, por exemplo, ela falou de uma vez e contou muito. Gostava de ouvir rádio, beber vinho e comer sorvete. Após sua morte, Rosalia Hasenkampf (14 de outubro de 1889 – 10 de julho de 2002) tornou-se a pessoa viva mais velha da Alemanha.